# Хорхе Бермудес
Хорхе Бермудес (ісп. Jorge Bermúdez, нар. 18 червня 1971, Арменія) — колумбійський футболіст, що грав на позиції захисника.
Виступав, зокрема, за клуб «Бока Хуніорс», а також національну збірну Колумбії. Учасник ЧС-1998, трьох кубків Америки (1995, 1997, 1999), а також Олімпіади-1992.

## Клубна кар'єра
У дорослому футболі дебютував 1989 року виступами за команду «Депортес Кіндіо», в якій провів два сезони, взявши участь у 72 матчах чемпіонату.
Згодом з 1991 по 1996 рік грав у складі клубу «Америка де Калі», де швидко завоював місце у складі і став провідним захисником. У 1992 році він виграв свій перший чемпіонат з Колумбії з клубом. У 1993 році він виступав зі своїм клубом в Кубку Лібертадорес, де «Америка» дійшла до півфіналу турніру. Загалом виступав у клубі шість сезонів, провівши не менше 134 ігор.
У сезоні 1996/97 виступав за лісабонську «Бенфіку», а потім перейшов в «Боку Хуніорс», де домігся найбільших успіхів у кар'єрі, вигравши шість титулів (тричі чемпіонат країни, двічі Кубок Лібертадорес, також Міжконтинентальний кубок). Був лідером та капітаном команди..
2001 року перейшов в «Олімпіакос», за час перебування в клубі Бермудеса клуб виграв два чемпіонські титули, але сам Бермудес вийшов на поле за два сезони всього в дев'яти матчах першості країни. Згодом повернувся в Аргентину і сезон 2003/04 провів у «Ньюеллс Олд Бойз». В подальшому виступав за південноамериканські клуби «Америка де Калі», «Депортіво Кеведо», «Депортіво Перейра» та «Санта-Фе».
У 2007 році зіграв дев'ять матчів за свій рідний клуб «Депортес Кіндіо», після чого завершив кар'єру гравця. Незабаром почав тренерську діяльність, очолював клуби «Депор» (виступав у другому за силою дивізіоні) і «Депортіво Пасто» (аутсайдер вищого дивізіону).

## Виступи за збірні
1989 року залучався до складу молодіжної збірної Колумбії. У 1992 році Бермудес у складі олімпійської збірної Колумбії зіграв на Олімпійських іграх у Барселоні, де був основним гравцем там, але він не допоміг команді вийти з групи.
8 лютого 1995 року дебютував в офіційних іграх у складі національної збірної Колумбії у товариському матчі проти Австралії (0:0). Того ж року поїхав з командою на Кубок Америки 1995 року в Уругваї, на якому команда здобула бронзові нагороди, а через два роки був учасником розіграшу Кубка Америки 1997 року у Болівії.
Згодом у складі збірної був учасником чемпіонату світу 1998 року у Франції, де був основним гравцем і зіграв у всіх трьох матчах, втім команда не вийшла в плей-оф. Наступного року зіграв і на Кубку Америки 1999 року у Парагваї.
24 квітня 2001 року він зіграв свій останній матч у збірній. Це був кваліфікаційний матч до чемпіонату світу 2002 року проти Венесуели (2:2). Протягом кар'єри у національній команді, яка тривала 7 років, провів у формі головної команди країни 56 матчів, забивши 3 голи.

## Досягнення
«Америка Калі»
- Чемпіонаті Колумбії: 1992

«Бока Хуніорс»
- Чемпіон Аргентини: 1998 (Апертура), 1999 (Клаусура), 2000 (Апертура)
- Володар Кубка Лібертадорес: 2000, 2001
- Володар Міжконтинентального кубка: 2000

«Олімпіакос»
- Чемпіон Греції: 2001/02, 2002/03

Колумбія
- Бронзовий призер Кубка Америки: 1995